# Gerboise de Bobrinski
Allactodipus bobrinskii
Genre
Espèce
Synonymes
- Allactaga bobrinski[1]

Statut de conservation UICN

 LC  : Préoccupation mineure
La Gerboise de Bobrinski (Allactodipus bobrinskii) est une espèce de mammifères rongeurs de la sous-famille des Allactaginae. C'est le seul représentant du genre Allactodipus. 

## Répartition et habitat
On trouve cette gerboise au Turkménistan et en Ouzbékistan. Elle vit dans les déserts aux sols argileux et évite les déserts de sable.

## Alimentation
Elle se nourrit des parties vertes des plantes, mangeant rarement les graines. Elle se nourrit également d'insectes, particulièrement au printemps.

## Publication originale
- Kolesnikov, 1937 : « A new genus and species of Jerboa, Allactodipus bobrinskii (Rodentia, Dipodidae) from the Kzyl-Kumy desert, Middle Asia », Bulletin de l'Université de l'Asie Centrale, vol. 22, p. 255-261.